# Yenne
Yenne (früher italienisch Jenna) ist eine französische Gemeinde mit 3.045 Einwohnern (Stand 1. Januar 2022) im Département Savoie in der Region Auvergne-Rhône-Alpes. Sie gehört zum Arrondissement Chambéry und zum Kanton Bugey savoyard. Sie ist Hauptort (frz.: bureau centralisateur) dieses Kantons und Sitz des Gemeindeverbands Yenne.

## Geographie

### Lage
Yenne liegt auf 231 m am nordwestlichen Rand des Départements Savoie, etwa 19 Kilometer nordwestlich der Stadt Chambéry (Luftlinie) am Ufer der Rhône.

### Topographie
Das Dorf erstreckt sich am linken Ufer der Rhône in einer flachen Schwemmlandebene, die Teil einer Synklinalen im südlichsten Zipfel des französischen Jura ist. Im Osten begrenzt eine scharf ausgeprägte, etwa 200 Meter aufragende Geländekante das Gemeindegebiet. Sie gehört zu den Ausläufern einer vom Mont de la Charvaz und Mont du Chat gebildeten Antiklinalen, die die Ebene von Yenne vom Lac du Bourget trennt. Im Westen schließt sich ebenfalls ein Höhenzug an, der mit zum Gemeindegebiet gehört und mit Erhebungen von bis zu 611 m allerdings weniger stark ausgeprägt ist. Die Rhône, die im Norden von Yenne die Gemeindegrenze bildet, durchschneidet diesen Höhenzug in einer engen Schlucht, der etwa drei Kilometer langen Gorge de la Balme. Zwischen dem Fluss und dem Ort erstreckt sich eine ausgedehnte Sumpfebene, die von Entwässerungsgräben durchzogen ist. Bedingt durch den Karstuntergrund der umliegenden Berge, in dem das Oberflächenwasser versickert, gibt es in Yenne außer der Rhône keine weiteren nennenswerten Fließgewässer, außer ihrem kleinen Zufluss Flon.

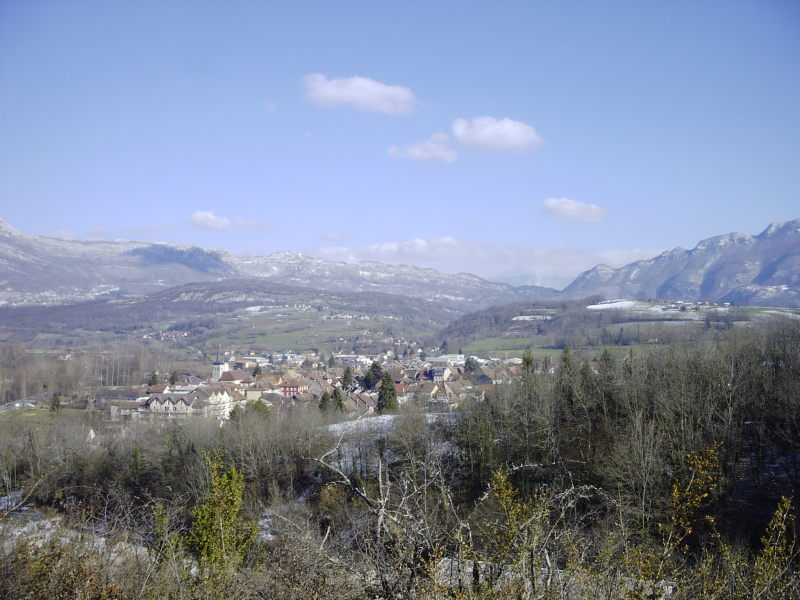
Blick auf Yenne von Notre-Dame de la Montagne aus

### Gemeindegliederung
Zur Gemeinde gehören die folgenden Siedlungen und Weiler:
- Étain, Petit Lagneux, Grand Lagneux, Bas Somont, Haut Somont, (zwischen 240 m und 340 m) alle am Rand der Ebene von Yenne, entlang der Geländekante zwischen der Ebene und dem Mont de la Charvaz,
- Les Soudans und Arcolière (340 m) auf von Weinbergen bedeckten Hügeln in der Eben von Yenne,
- Landrecin, Chambuet, Les Bernards, Ameysin (250 m) rund um das Dorf Yenne
- Les Couleurs und Chevru (310 m bzw. 380 m) auf dem größtenteils bewaldeten Höhenzug zwischen Yenne und La Balme.

### Nachbargemeinden
Nachbargemeinden von Yenne sind Virignin, Parves-et-Nattages und Massignieu-de-Rives im benachbarten Département Ain im Norden, Jongieux, Billième, Saint-Jean-de-Chevelu und Saint-Paul im Osten, Traize im Süden, sowie La Balme im Westen.

## Geschichte

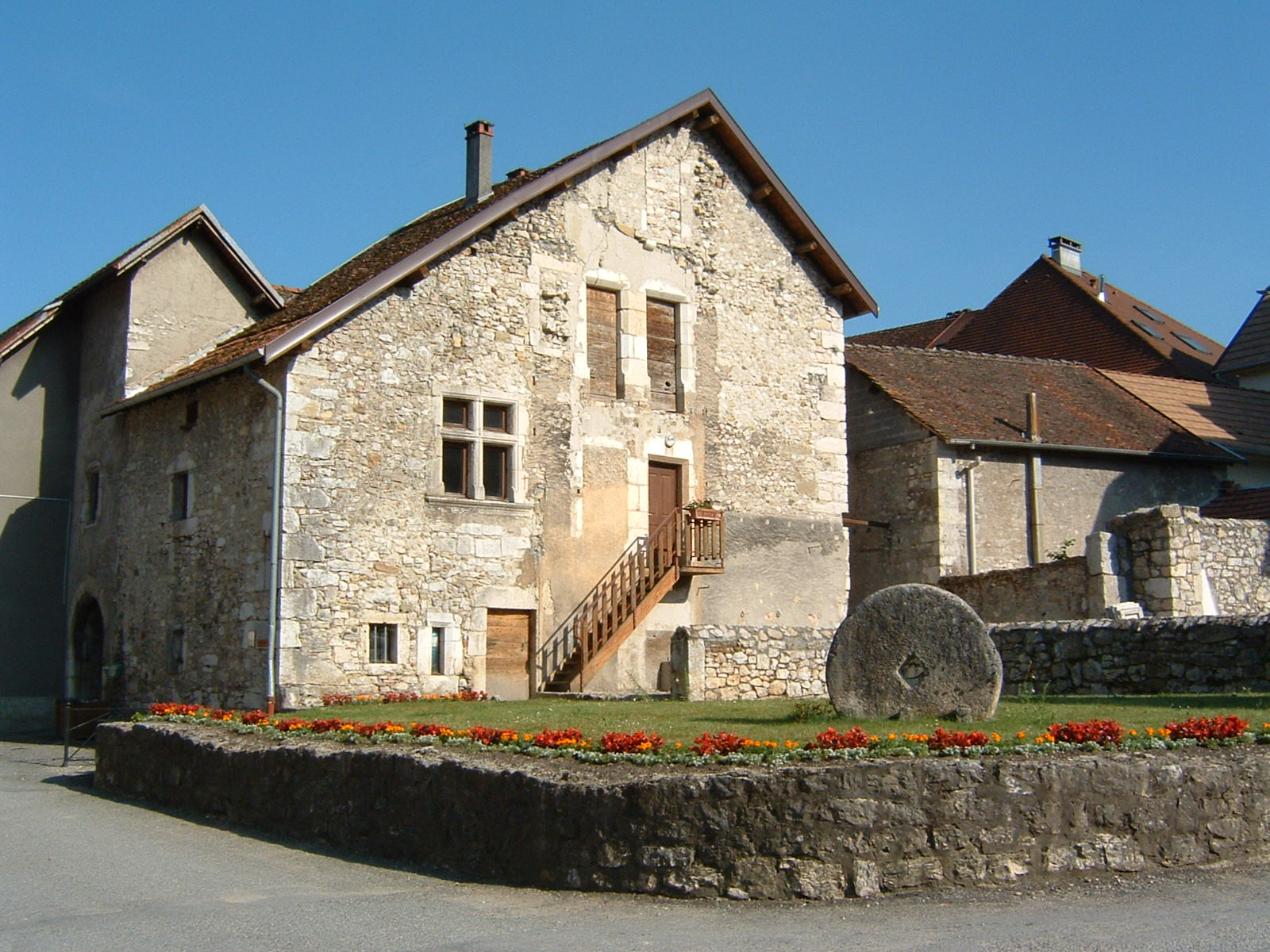
Prioratsgebäude aus dem 15. Jahrhundert

Das heutige Yenne wird dem gallisch-römischen Etanna auf der Tabula Peutingeriana zugeordnet. Es lag an der Römerstraße zwischen Vienne und Genf und war mit einer Entfernung von 21 römischen Meilen von Condate (heute Seyssel) angegeben. Beim Weiler Landrecin wurden 1972 die Überreste einer Kultstätte aus gallo-römischer Zeit gefunden.
Im Hochmittelalter befand sich in Yenne ein Priorat, das 1097 von Humbert II. von Savoyen gestiftet wurde und dem Bischof von Belley unterstand. Der Name des Ortes war zu der Zeit Hyenna (1097), Yenna (1130), Jenne (1352) und wieder Hyenne (15. Jh.). Rund um den Ort gab es eine Reihe kleiner Herrschaften mit ihren eigenen Ländereien, die sich zu den heutigen Weilern und Ortsteilen von Yenne weiterentwickelten. Sie wurden im 14. und 15. Jahrhundert jeweils mit festen Häusern und Schlössern befestigt, von denen einige heute noch erhalten sind. Bereits im Jahr 1215 erhielt der Marktflecken Yenne gewisse Freiheiten, und die Herrschaft gelangte um 1350 unter die Oberhoheit der Grafen von Savoyen. Diese machten 1586 die Adelsfamilie La Baume zum Marquis von Yenne. Das Marquisat erstreckte sich über Yenne und 11 weitere umliegende Gemeinden.

## Sehenswürdigkeiten

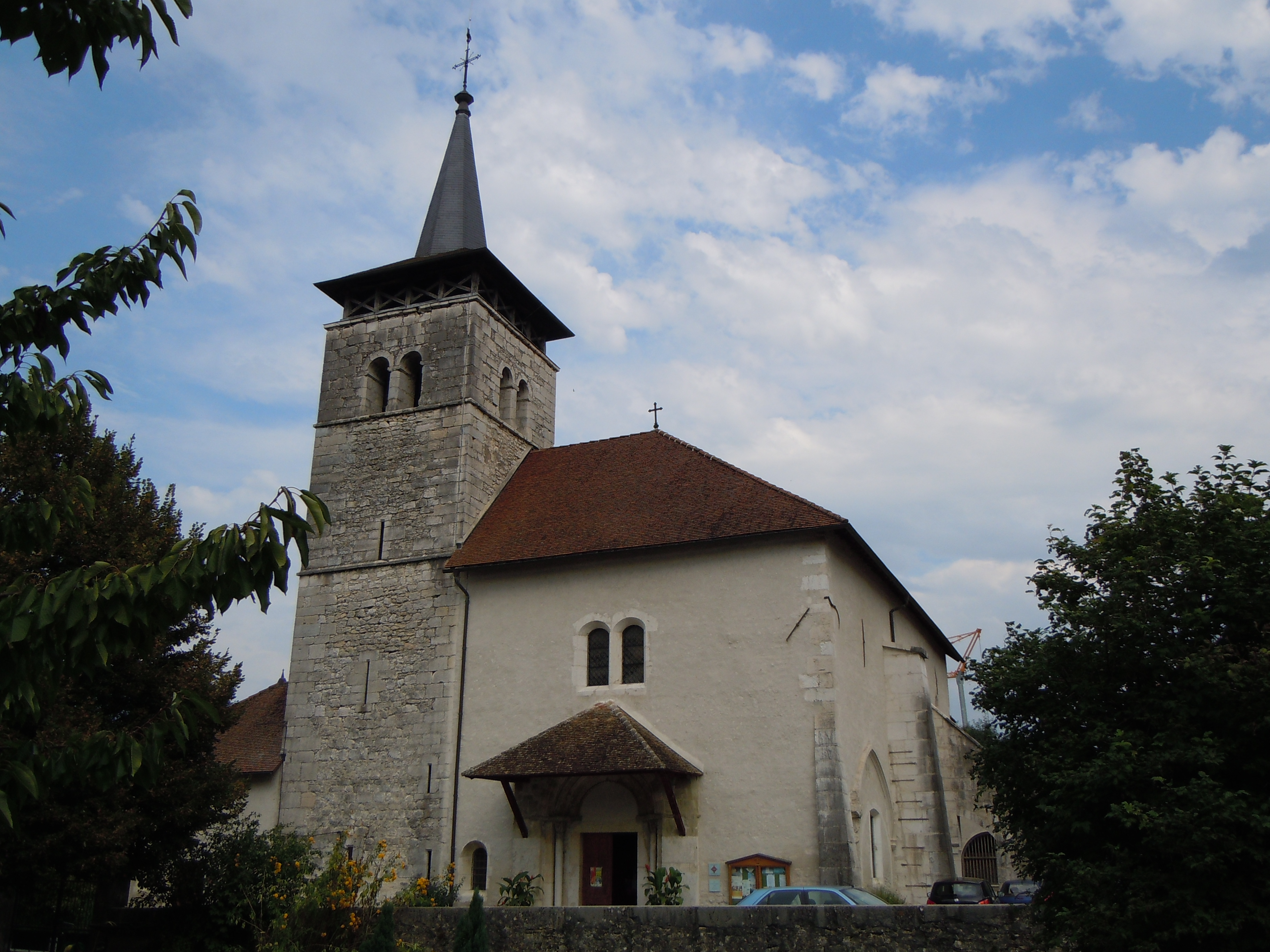
Die romanisch-gotische Pfarrkirche Notre Dame

- Die Pfarrkirche Yenne wurde im 12. Jahrhundert erbaut und ist als Monument historique klassifiziert.[3] Nach baulichen Veränderungen im 14. und 17. Jahrhundert weist sie eine Mischung aus romanischen und gotischen Stilelementen auf. Sie ist Station am Jakobsweg Via Gebennensis, der von Genf nach Le Puy führt und dort an die Via Podiensis anschließt.
- Die Struktur des mittelalterlichen Ortskern ist zu großen Teilen erhalten. Neben der Pfarrkirche und den Resten der mittelalterlichen Prioratsgebäude aus dem 15. Jahrhundert[4] gibt es eine Reihe weiterer Häuser und Gassen mit mittelalterlicher Bausubstanz. Einige Adelshäuser aus dem Ancien Régime sind ebenfalls Teil des Zentrums.
- Von den Herrschaftssitzen rund um Yenne aus dem 14. und 15. Jahrhundert sind noch einige erhalten, darunter die festen Häuser in Commugnin und La Faverge, das Château de la Dragonnière (umgebaut im 20. Jahrhundert), Château du Châtelard (als Ruine erhalten), Château de Lagneux und Château de Sommont.
- Der Clos des Capucins ist ein altes Frauenkloster aus dem 17. Jahrhundert, das heute von der Gemeinde als Tagungszentrum betrieben wird.
- Die Rhône verzweigt sich oberhalb von Yenne, und der Flussarm im Bereich von Yenne entspricht dem ursprünglichen Flussbett. Ihr Durchbruch durch den jurassischen Kamm westlich von Yenne bildet die Gorge de la Balme, eine Schlucht mit eindrücklichen, etwa 100 m hohen Felswänden, die von der Kapelle Notre Dame de la Montagne auf der Abbruchkante der Schlucht oder der Hängebrücke Pont de Yenne besichtigt werden kann.[5]

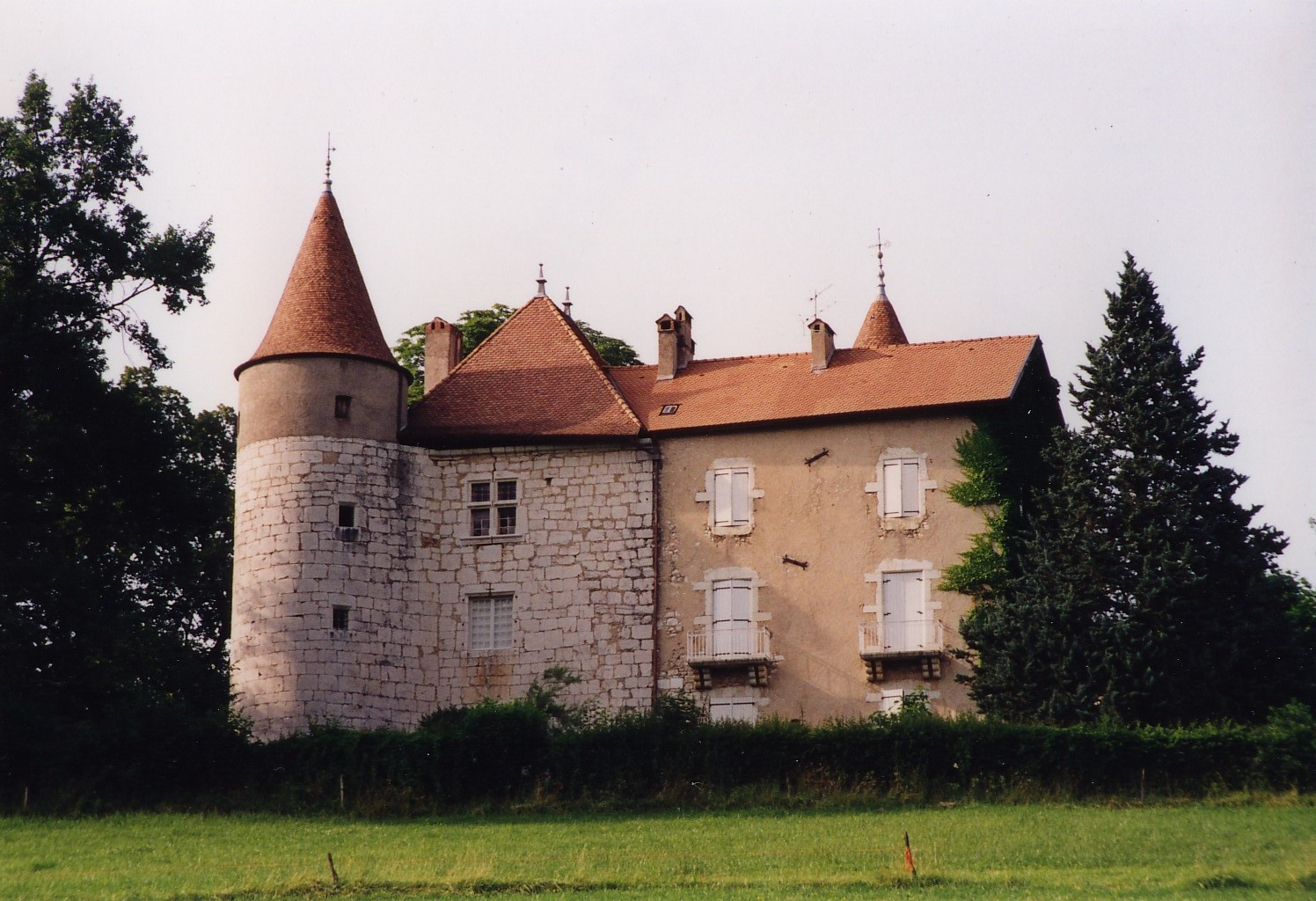
Château de Somont
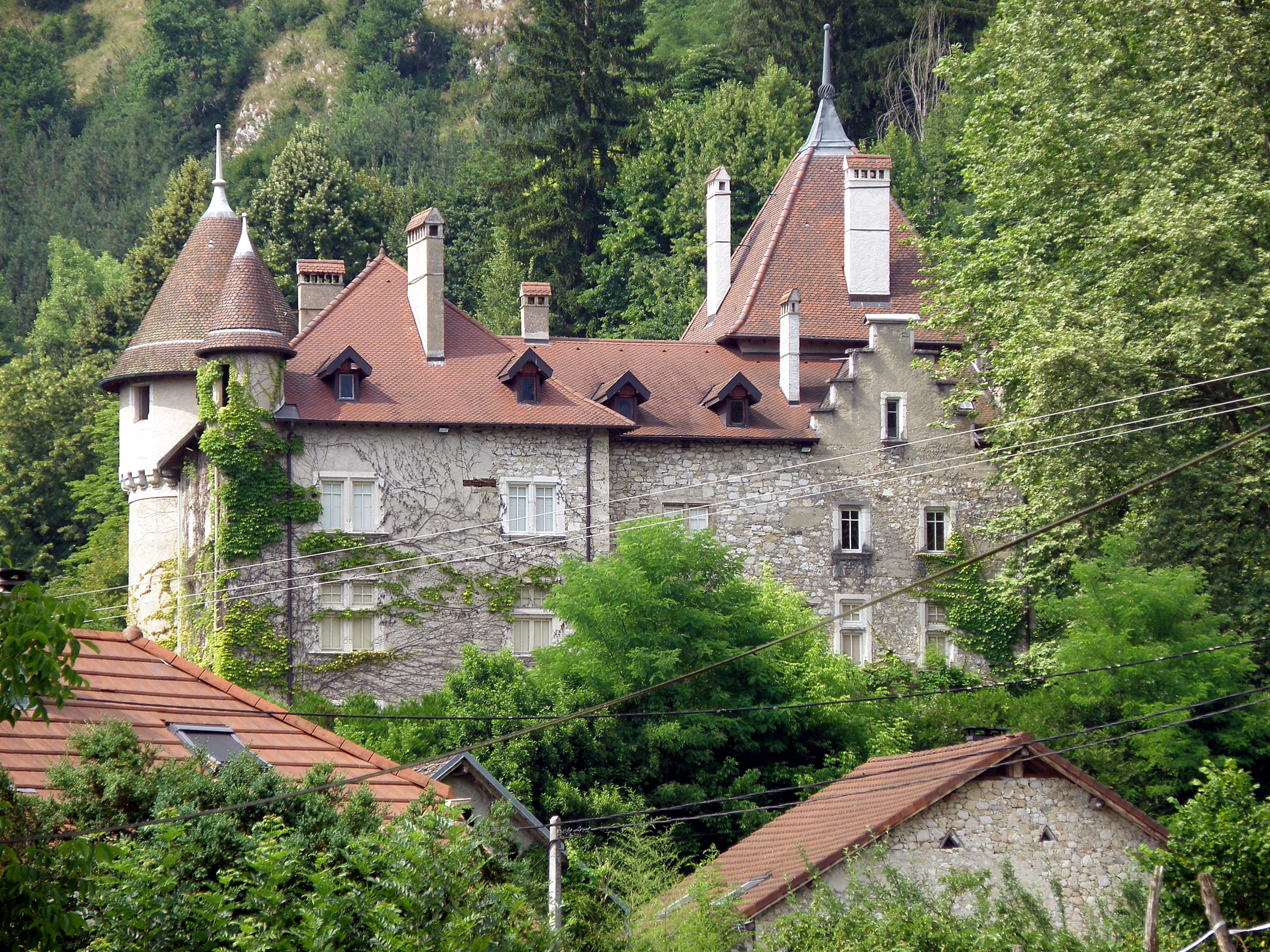
Château de Lagneux
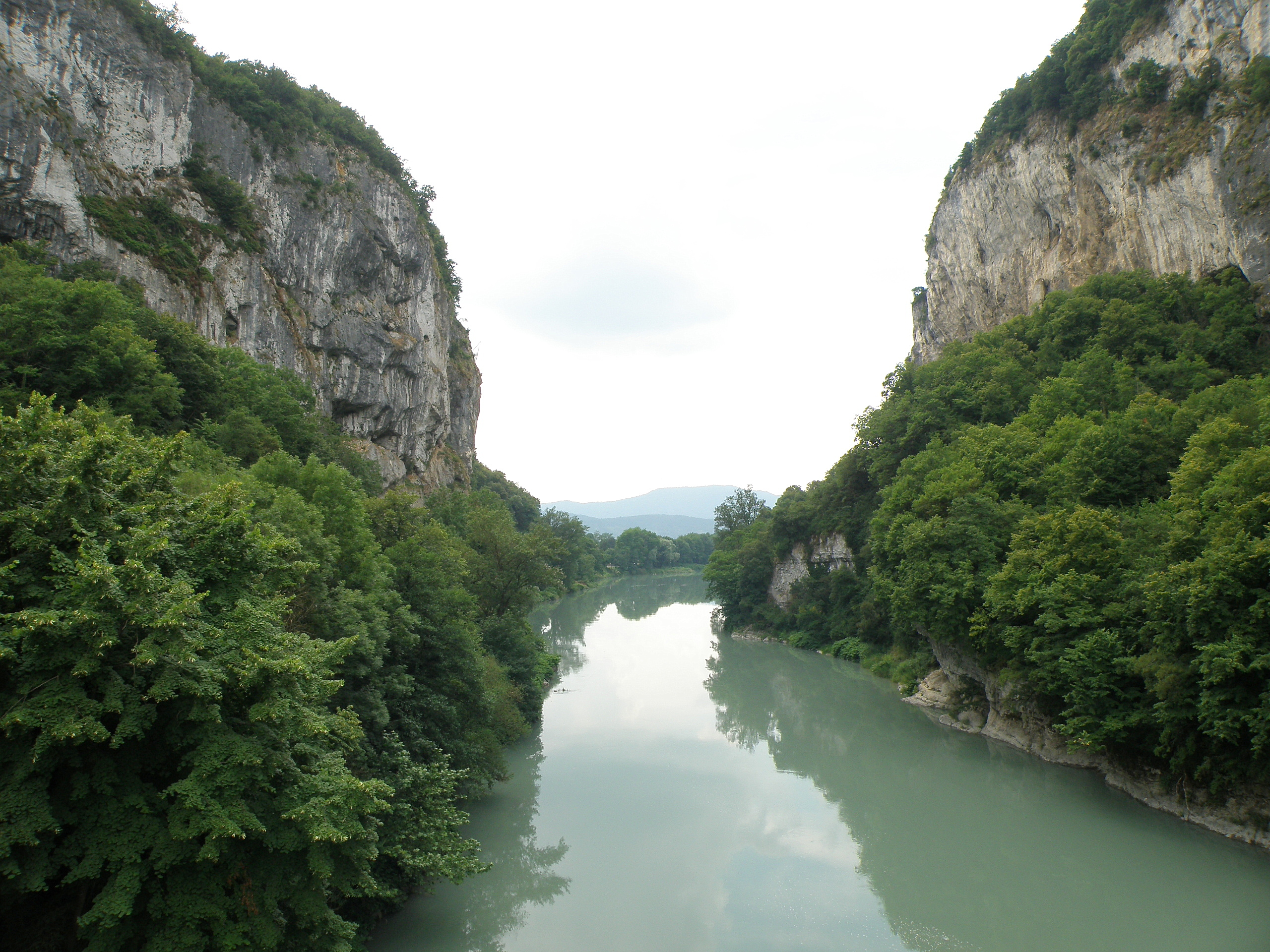
Die Rhône-Schlucht Gorge de la Balme
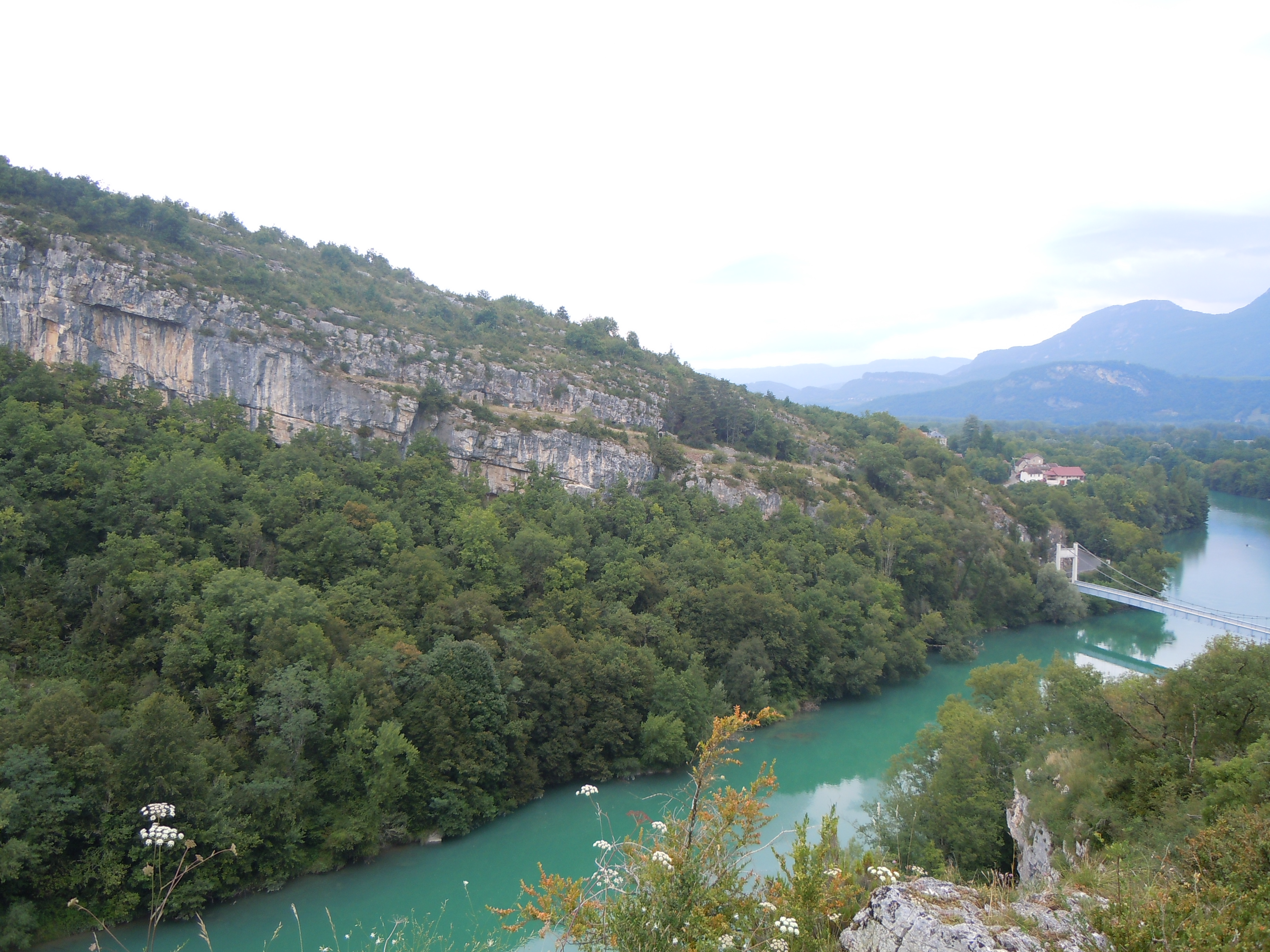
Die Hängebrücke Pont de Yenne am Beginn der Gorge de la Balme

## Bevölkerung
| Jahr                       | 1962 | 1968 | 1975 | 1982 | 1990 | 1999 | 2006 | 2017 |
| Einwohner                  | 1914 | 2063 | 2152 | 2359 | 2449 | 2599 | 2811 | 2978 |
| Quellen: Cassini und INSEE |      |      |      |      |      |      |      |      |

Mit 3.045 Einwohnern (Stand 1. Januar 2022) gehört Yenne zu den mittelgroßen Gemeinden des Départements Savoie. Nachdem die Einwohnerzahl gegen Ende des 19. Jahrhunderts leicht zurückgegangen war (1860 wurden noch etwa 3000 Einwohner gezählt), stagnierte sie in der Mitte des 20. Jahrhunderts bei etwa 2000 Einwohnern. In den letzten Jahrzehnten wurde dank der attraktiven Wohnlage wieder eine deutliche Bevölkerungszunahme verzeichnet. Die Bewohner von Yenne heißen auf Französisch Yennois, bzw. Yennoises.

## Wirtschaft und Infrastruktur
Yenne ist ein teilweise durch den Weinbau geprägtes Dorf, das in der Weinbauregion Savoie liegt. Für Weiß-, Rosé- und Rotweine verschiedener Rebsorten gilt die AOC Vin de Savoie. Der Ort ist außerdem für die vom Nachbarort ausgehende, strengere Herkunftsbezeichnung Vin de Savoie Jongieux zugelassen. Diese gilt für Weißweine mit Jacquère als Hauptrebsorte (mindestens 80 % Rebbestand) sowie für Rotweinverschnitte aus Gamay, Mondeuse und Spätburgunder. Weißweine aus der Rebsorte Altesse (lokal Roussette genannt) dürfen außerdem unter der geschützten Herkunftsbezeichnung Roussette de Savoie vermarktet werden.
Neben dem Weinbau spielt die Milch- und Käseerzeugung eine wichtige Rolle. In Yenne befindet sich eine große Genossenschaftsmolkerei, die eine Reihe regionaler und lokaler Käsesorten produziert.
Neben der Landwirtschaft gibt es heute einige Betriebe des lokalen Kleingewerbes. Yenne hat seine Funktion als lokales Zentrum im ländlichen Raum beibehalten sowohl im geschäftlichen wie auch administrativen Bereich: im Zentrum gibt es heute einige kleine Geschäfte, und im Dienstleistungssektor sind mit über einem Drittel die meisten Arbeitsplätze angesiedelt.
Seit dem Ende des 20. Jahrhunderts entwickelt sich das Dorf verstärkt zu einer Wohngemeinde, deren Erwerbstätige in den größeren Ortschaften der Umgebung ihrer Arbeit nachgehen. Von ihnen arbeiten die meisten im Großraum Aix-les-Bains–Chambéry, darüber hinaus ist etwa ein Drittel der Wegpendler in den benachbarten Départements Ain und Haute-Savoie erwerbstätig.
Die Ortschaft liegt abseits der heutigen Hauptverkehrsadern an der Kreuzung zweier regionaler Straßenverbindungen, der Départementsstraße D1504 (ehemalige Nationalstraße N504) zwischen Ambérieu-en-Bugey und Chambéry und der D921 zwischen Culoz und Novalaise. Der 1932 eröffnete Tunnel du Chat verbesserte die Anbindung nach Chambéry und an das Autobahnnetz. Der nächste Anschluss an die Autobahnen A41 und A43 befindet sich in 19 Kilometern Entfernung.
In Yenne befinden sich eine Vorschule (école maternelle), eine staatliche Grundschule (école élémentaire) und eine Gesamtschule (collège).

## Persönlichkeiten
- Claude de Granier (1548–1602), savoyardischer römisch-katholischer Geistlicher und Bischof von Genf
- Charles Dullin (1885–1949), Schauspieler, Regisseur und Theaterleiter
- René Carron (* 1942), ehemaliger Bürgermeister von Yenne, war von 2002 bis 2010 Vorsitzender der französischen Bank Crédit Agricole.